# Parc de la Infanta
Parc de la Infanta är en park i Spanien.   Den ligger i provinsen Província de Barcelona och regionen Katalonien, i den östra delen av landet, 500 km öster om huvudstaden Madrid. Parc de la Infanta ligger 17 meter över havet.
Terrängen runt Parc de la Infanta är kuperad åt nordväst, men åt sydost är den platt. Runt Parc de la Infanta är det mycket tätbefolkat, med 10 000 invånare per kvadratkilometer. Närmaste större samhälle är Barcelona, 8,6 km öster om Parc de la Infanta. Runt Parc de la Infanta är det i huvudsak tätbebyggt.